# Bataille de Prestonpans
Seconde rébellion jacobite
Batailles
- Prestonpans
- Falkirk
- Culloden

La bataille de Prestonpans, également connue sous le nom de bataille de Gladsmuir, est le premier combat significatif de la seconde rébellion jacobite. Elle a lieu à Prestonpans, dans l'East Lothian, en Écosse, le 21 septembre 1745. L'armée jacobite de Jacques François Stuart, commandée par son fils, Charles Édouard Stuart défait l'armée hanovrienne de George II sous les ordres de Sir John Cope.
Charles-Edouard a été nommé régent d'Écosse par son père Jacques-Edouard qui avait organisé les deux précédentes rébellions de 1715 et 1719. Charles-Edouard est soutenu par la France qui augmentera peu à peu ses renforts au fur et à mesure de la campagne à la demande de Boyer d'Éguilles, le représentant de Louis XV auprès du jeune "prétendant".

## La route de Prestonpans
À l'été 1745, le prince Charles Édouard Stuart, communément appelé « Bonnie Prince Charlie », organise une campagne pour s'emparer de l'Écosse, afin de reprendre ce qu'il considère comme son trône. Avec l'appui de Donald Cameron de Lochiel (en), le chef du clan Cameron, une armée composée d'environ 2 000 de ses partisans écossais se constitue et marche sur Glenfinnan puis Édimbourg.

## La réponse des Hanovriens
Sir John Cope, le général commandant les forces gouvernementales en Écosse, reçoit l'ordre de briser la révolte. Il réunit ses troupes, mais la grande majorité de ses recrues n'ont aucune expérience réelle, et il est gêné par une multitude de contretemps, notamment la maladie du commandant de sa cavalerie. Malgré tout, les officiers hanovriens semblent persuadés que les rebelles n'oseront jamais attaquer une armée comptant à la fois de l'infanterie et de la cavalerie. Pendant leur marche, ils affirment aux gens du pays qu'il n'y aura aucune bataille.
L'armée de Charles s'empare d'Édimbourg sans combat ou presque le 16 septembre ; Cope, partant d'Aberdeen en bateau, arrive trop tard pour les affronter.

## La bataille

Carte de la bataille de Prestonpans.

Le 20 septembre, les forces de Cope rencontrent l'avant-garde jacobite. Cope décide de tenir le terrain et d'attaquer l'armée jacobite. Il dispose son armée derrière un fossé, le mur du parc qui entoure Preston House protégeant son flanc droit. Le lieutenant-général de Charles, Lord George Murray, connaît bien le secteur, et, pendant la nuit, il déplace son armée d'un côté à l'autre du fossé, loin vers la gauche de l'armée de Cope. De son côté, Cope laisse se consumer les feux et déplace ses troupes pendant la nuit, tandis que les Highlanders avancent, protégés par l'obscurité.
Dans la crevasse, à l'aube du 21 septembre 1745, les dragons de Cope aperçoivent le spectacle d'une charge de 1 400 Highlanders accompagnés du sauvage cri de guerre des Highlands.
Les troupes inexpérimentées de Cope fuient, malgré Cope et ses officiers, qui tentent de les forcer de charger sous la menace du pistolet. L'armée de Cope est débordée à sa gauche par les Jacobites, mais le fossé et le mur du parc bloquent maintenant leur retraite. La bataille est finie en cinq minutes avec des centaines de soldats hanovriens tués ou blessés et 1 500 capturés. Les Highlanders, pour leur part, n'ont à déplorer la perte que d'une centaine de combattants tués ou blessés. Les Jacobites accordent aux blessés et aux prisonniers les meilleurs soins possibles.

## Cope absous par la cour martiale
En dépit de l'affolement de ses soldats, sans expérience du feu, et du fait humiliant que Cope ait annoncé personnellement son écrasante défaite au commandant de la garnison de North Berwick, les fréquentes accusations affirmant que Cope avait lui-même fui, semblent bien fausses. Cope et ses officiers ont été absous par la cour martiale.
Le compte-rendu de séance de la cour est publié en 1749. Ce qui émerge de ces pages n'est sans doute pas le portrait d'un génie militaire, mais un officier énergique et consciencieux, qui a pesé mûrement ses décisions et anticipé — avec une attention pratiquement obsessionnelle du détail — toutes les éventualités, hormis une : que ses hommes paniquent et fuient.

## La bataille dans l'art et dans la légende
L'image que le public garde de la bataille, en général, et du général Cope, en particulier, a été influencée par les chansons populaires d'Adam Skirving (en), un fermier des environs. Ce dernier n'a pas vu lui-même la bataille, mais il a visité le champ de bataille peu après. Skirving a écrit deux chansons :
- Le premier texte, Johnnie Cope, est très connu : Skirving y insulte Cope dans un texte court, entraînant et surtout historiquement inexact. Tandis que ses troupes fuient, Cope reste sur place, ce qui est aussi faux que d'affirmer qu'il aurait dormi la nuit d'avant. Des années après, le poète Robert Burns a écrit sur le sujet, mais avec moins de succès que Skirving.
- Tranent Muir, le second texte, est une description longue et visuellement violente de la bataille ; plusieurs des événements décrits sont historiquement exacts. Myrie et Gardiner, mentionnés dans les vers sept et huit, sont en fait morts durant la bataille. Le lieutenant Smith, décrit dans le vers neuf comme fuyant la bataille, terrifié, a provoqué Skirving en duel après la publication de la chanson.

Walter Scott a évoqué la bataille dans les chapitres XLIV à XLVII de Waverley.
Le roman Le Talisman, deuxième tome de la saga littéraire Le Chardon et le Tartan de la romancière américaine Diana Gabaldon (repris dans la saison 2 de la série télévisée américano-britannique Outlander) met l'enjeu de cette bataille au centre de l'intrigue.

## Les suites de la seconde rébellion jacobite
La bataille remonte particulièrement le moral des partisans des Stuarts, qui voient de nombreuses recrues grossir leurs rangs. La victoire paraît du côté des jacobites, mais la situation va changer, l'année suivante, avec la bataille de Culloden, près d'Inverness. Les troupes jacobites vont en effet inquiéter Londres en marchant jusqu'à Derby. En raison du manque de soutien au sein même de la capitale, ils rebroussent chemin, sont victorieux à Falkirk, mais sont défaites par les armées du duc de Cumberland à Culloden.